# Stephano Carrillo
Stephano Emmanuel Carrillo Calderón (Cuencamé, 7 maart 2006) is een Mexicaans voetballer die doorgaans als aanvaller speelt. Hij wordt in het seizoen 2025/26 door Feyenoord, waar hij tot medio 2029 onder contract staat, verhuurd aan partnerclub FC Dordrecht.

## Carrière

### Santos Laguna
Carrillo werd op twaalfjarige leeftijd opgenomen in de jeugdopleiding van de Mexicaanse betaaldvoetbalclub Santos Laguna. Voor die club debuteerde hij op 19 februari 2024 in een met 3-0 verloren wedstrijd tegen UNAM Pumas. Enkele weken later, op 7 april 2024, scoorde hij zijn eerste doelpunt als professioneel voetballer. Carrillo schoot Santos Laguna in de 59e minuut op voorsprong tegen Club América (1-0), maar de wedstrijd eindigde in een gelijkspel (1-1).

### Feyenoord
Op 5 februari 2025 werd bekend dat Carrillo de overstap zou maken naar Feyenoord. Bij de Rotterdammers tekende hij een contract tot medio 2029. Op 22 februari maakte Carrillo zijn debuut bij Feyenoord tegen Almere City (2-1 winst).

## Clubstatistieken
| Seizoen                     | Club            | Competitie      | Competitie | Competitie | Beker | Beker | Internationaal | Internationaal | Overig | Overig | Totaal | Totaal |
| Seizoen                     | Club            | Competitie      | Wed.       | Dlp.       | Wed.  | Dlp.  | Wed.           | Dlp.           | Wed.   | Dlp.   | Wed.   | Dlp.   |
| --------------------------- | --------------- | --------------- | ---------- | ---------- | ----- | ----- | -------------- | -------------- | ------ | ------ | ------ | ------ |
| 2023/24                     | Santos Laguna   | Liga MX         | 6          | 1          | –     | –     | –              | –              | –      | –      | 6      | 1      |
| 2024/25                     | Santos Laguna   | Liga MX         | 12         | 0          | –     | –     | –              | –              | –      | –      | 12     | 0      |
| 2024/25                     | Feyenoord       | Eredivisie      | 3          | 0          | 0     | 0     | 0              | 0              | 0      | 0      | 3      | 0      |
| Carrière totaal             | Carrière totaal | Carrière totaal | 21         | 1          | 0     | 0     | 0              | 0              | 0      | 0      | 21     | 1      |
| Bijgewerkt op 29 april 2025 |                 |                 |            |            |       |       |                |                |        |        |        |        |

## InterlandCarriére
Carrillo debuteerde voor het Mexicaans voetbalelftal onder 17 in 2021 en nam met dat team ook deel aan het continentale kampioenschap voor teams onder 17 in 2023. Dat toernooi wist Mexico te winnen door de Verenigde Staten in de finale met 3-1 te verslaan, waarbij Carrillo voor het eerste Mexicaanse doelpunt tekende.

## Erelijst
Individuele resultaten als speler:
- CONCACAF Kampioenschap Onder-17 Topscorer: 2023

- CONCACAF Kampioenschap Onder-17 Elftal van het Toernooi: 2023